# Pat Rupp
Pour les articles homonymes, voir Rupp.
Pat Lloyd Rupp (né le 12 août 1942 à Détroit, dans l'État du Michigan aux États-Unis - mort le 2 février 2006 à Dayton, dans l'état de l'Ohio aux États-Unis) est un joueur professionnel américain de hockey sur glace. Membre de la sélection olympique américaine aux Jeux d'hiver de 1964 et 1968, il a joué l'essentiel de sa carrière avec les Gems de Dayton de la Ligue internationale de hockey (LIH), ne faisant qu'une apparition en Ligue nationale de hockey (LNH) pour les Red Wings de Détroit en 1964.

## Biographie
Né à Détroit, Pat Rupp traverse la frontière avec le Canada où il pratique son hockey junior pendant deux saisons avec les Bombers de Flin Flon de la Ligue de hockey junior de la Saskatchewan (LHJS). En 1963, il fait ses débuts professionnels avec les Ramblers de Philadelphie de l'Eastern Hockey League (EHL). Cette même saison, il est sélectionné dans l'équipe olympique des États-Unis pour les Jeux d'hiver d'Innsbruck où les américains terminent cinquième.
Une fois de retour, il est prêté aux Red Wings de Détroit de la Ligue nationale de hockey (LNH), pour remplacer Terry Sawchuk blessé. Ce qui est sa seule apparition dans la ligue majeure se solde par une défaite 4 buts à 1 face aux Maple Leafs de Toronto. La saison suivante, il partage son temps de jeu entre les Gems de Dayton de la Ligue internationale de hockey (LIH) et les Devils du Jersey de l'EHL. Après deux éditions complètes avec les Gems, il passe la saison 1967-1968 avec la sélection nationale américaine en vue des Jeux d'hiver de Grenoble. Elle y finit à la sixième place.
Pour l'exercice 1968-1969, il retrouve les Gems. Partageant les responsabilités dans la cage avec John Adams, le duo remporte le trophée James-Norris, remis à la paire de portiers ayant encaissé le moins de buts en saison régulière. Par la suite, les Gems remportent la Coupe Turner. Désormais la doublure de Michel Dumas, Rupp gagne une seconde Coupe Turner avec Dayton la saison suivante. Deux ans plus tard, il se retire du hockey. Au cours de la saison 1975-1976, il fait quelques apparitions pour les Norsemen de Buffalo de la North American Hockey League (NAHL). Durant l'édition 1979-1980, il dispute une ultime partie pour les Gems.
Par la suite, il travaille dans le secteur financier.

## Statistiques

### En club
| Saison     | Équipe                   | Ligue      |    | Saison régulière | Saison régulière | Saison régulière | Saison régulière | Saison régulière | Saison régulière | Saison régulière | Saison régulière | Saison régulière | Saison régulière |   | Séries éliminatoires | Séries éliminatoires | Séries éliminatoires | Séries éliminatoires | Séries éliminatoires | Séries éliminatoires | Séries éliminatoires | Séries éliminatoires | Séries éliminatoires |
| Saison     | Équipe                   | Ligue      | PJ | V                | D                | Pr/N             | Min              | BC               | Moy              | % Arr            | Bl               | Pun              | PJ               | V | D                    | Min                  | BC                   | Moy                  | % Arr                | Bl                   | Pun                  |                      |                      |
| 1961-1962  | Bombers de Flin Flon     | LHJS       | 51 |                  |                  |                  | 3 060            | 178              | 3,49             |                  | 2                |                  |                  |   |                      |                      |                      |                      |                      |                      |                      |                      |                      |
| 1962-1963  | Bombers de Flin Flon     | LHJS       | 52 |                  |                  |                  | 3 120            | 226              | 4,34             |                  | 2                |                  | 6                |   |                      | 360                  | 28                   | 4,67                 |                      | 0                    |                      |                      |                      |
| 1963-1964  | Ramblers de Philadelphie | EHL        | 38 |                  |                  |                  | 2 280            | 191              | 5,03             |                  | 0                |                  |                  |   |                      |                      |                      |                      |                      |                      |                      |                      |                      |
| 1963-1964  | Red Wings de Détroit     | LNH        | 1  | 0                | 1                | 0                | 60               | 4                | 4                |                  | 0                |                  |                  |   |                      |                      |                      |                      |                      |                      |                      |                      |                      |
| 1964-1965  | Gems de Dayton           | LIH        | 28 |                  |                  |                  | 1 680            | 160              | 5,75             |                  | 0                |                  |                  |   |                      |                      |                      |                      |                      |                      |                      |                      |                      |
| 1964-1965  | Devils de Jersey         | EHL        | 41 |                  |                  |                  | 2 460            | 188              | 4,59             |                  | 1                |                  |                  |   |                      |                      |                      |                      |                      |                      |                      |                      |                      |
| 1965-1966  | Gems de Dayton           | LIH        | 69 | 33               | 34               | 2                | 4 140            | 316              | 4,58             |                  | 2                |                  | 11               | 5 | 6                    | 660                  | 45                   | 4,09                 |                      | 0                    |                      |                      |                      |
| 1966-1967  | Gems de Dayton           | LIH        | 71 | 44               | 24               | 3                | 4 260            | 277              | 3,85             |                  | 0                |                  | 4                | 0 | 4                    | 240                  | 19                   | 4,75                 |                      | 0                    |                      |                      |                      |
| 1968-1969  | Gems de Dayton           | LIH        | 41 |                  |                  |                  | 2 420            | 136              | 3,37             |                  | 4                |                  | 3                |   |                      | 185                  | 6                    | 1,94                 |                      | 0                    |                      |                      |                      |
| 1969-1970  | Gems de Dayton           | LIH        | 28 |                  |                  |                  | 1 320            | 90               | 4,09             |                  | 1                |                  | 1                | 0 | 0                    | 37                   | 2                    | 3,24                 |                      | 0                    |                      |                      |                      |
| 1970-1971  | Gems de Dayton           | LIH        | 27 |                  |                  |                  | 1 509            | 95               | 3,78             |                  | 1                |                  | 6                |   |                      | 333                  | 14                   | 2,52                 |                      | 1                    |                      |                      |                      |
| 1971-1972  | Gems de Dayton           | LIH        | 49 |                  |                  |                  | 2 949            | 161              | 3,28             |                  | 0                |                  | 5                | 1 | 4                    | 271                  | 22                   | 4,87                 |                      | 0                    |                      |                      |                      |
| 1975-1976  | Norsemen de Buffalo      | NAHL       | 4  |                  |                  |                  | 148              | 13               | 5,25             |                  | 0                |                  |                  |   |                      |                      |                      |                      |                      |                      |                      |                      |                      |
| 1979-1980  | Gems de Dayton           | LIH        | 1  | 0                | 0                | 0                | 20               | 1                | 3                |                  | 0                |                  |                  |   |                      |                      |                      |                      |                      |                      |                      |                      |                      |
| Totaux LNH | Totaux LNH               | Totaux LNH | 1  | 0                | 1                | 0                | 60               | 4                | 4                |                  | 0                |                  |                  |   |                      |                      |                      |                      |                      |                      |                      |                      |                      |

### En équipe nationale
| Année | Compétition             |   | PJ | V | D | Pr/N | Min | BC   | Moy | % Arr | Bl | Pun       |  | Classement |
| 1964  | Jeux olympiques d'hiver | 6 | 2  | 3 | 0 | 329  | 22  | 4,01 |     | 0     |    | Cinquième |  |            |
| 1968  | Jeux olympiques d'hiver | 7 | 2  | 4 | 1 | 380  | 18  | 2,84 |     | 0     |    | Sixième   |  |            |

## Transactions en carrière
- 22 mars 1964 : prêté aux Red Wings de Détroit par les Ramblers de Philadelphie pour remplacer Terry Sawchuk blessé.

## Trophées et honneurs personnels
- Ligue internationale de hockey
  - Champion de la Coupe Turner 1969 et 1970 avec les Gems de Dayton
  - Récipiendaire du trophée James-Norris 1969, partagé avec John Adams